# Robertsbridge
Robertsbridge – wieś w Anglii, w hrabstwie East Sussex, w dystrykcie Rother. Leży 71 km na południowy wschód od Londynu.